# Killer Aspect
Killer Aspect ist eine finnische Rockband aus Helsinki, bestehend aus Max Paananen (Gesang, Keyboard), Samuli Relander (Gitarre), Valeri Drobych (Gitarre, Background), Timo Huhtala (Bass, Background) und Teijo Jämsä (Schlagzeug, Background). Die musikalischen Einflüsse der Band reichen von modernem Rock über Heavy Metal bis hin zu afroamerikanischer Musik, Blues und Funk.

## Geschichte
Die Band wurde 2004 von zwei ehemaligen Mitgliedern der Band Killer sowie Samuli Relander (The Winyls, Personal Aspect) unter dem Namen Cabincrew gegründet. Als Sänger engagierte man Max, einen Freund von Teijo. Jukka Backlund, langjähriger Freund und Live-Keyboarder bei Killer, vervollständigte die Band. Die Band buchte Finnvox Studios, nahm die ersten sechs Tracks auf und gab Anfang 2005 die ersten Liveshows. Unter anderem spielten sie den Support für Poets of the Fall in Tavastia.
Im Sommer 2005 entstand ein Namensstreit mit dem gleichnamigen englischen Danceact Cabincrew. Die Finnen entschlossen sich daraufhin zum Namenswechsel: aus den beiden Vorgängerbands Killer und Personal Aspect wurde der neue Name Killer Aspect zusammengesetzt. Unter neuem Namen spielte Killer Aspect im Sommer auf ihrem ersten großen Festival, dem Provinssirock.
2006 beschloss Jukka Backlund, die Band zu verlassen. Neben seinem Engagement bei Killer Aspect hatte er andere Bands produziert und war auch als Live-Keyboarder für Sunrise Avenue unterwegs, die ihn nun fest in die Band aufnahmen. Der Kontakt zu Sunrise Avenue entstand durch Teijo, der neben als Studiodrummer sechs Tracks des Sunrise-Avenue-Albums On the Way to Wonderland einspielte. Killer Aspect erfuhren durch diese Verbindung eine deutliche Steigerung ihrer Bekanntheit. Sunrise Avenue spielte vor jedem Konzert in Deutschland zwei Songs aus dem noch unveröffentlichten Debütalbum von Killer Aspect.
Nach dem Abgang von Jukka Backlund übernahm Max das Keyboard und in 2007 stieß mit Valeri Drobych das jüngste Bandmitglied zu Killer Aspect. Er kannte Teijo und Timo durch einen Videodreh für Natalya Podolskayas Nobody Hurt Noone, dem russischen Beitrag für den Eurovision Song Contest im Jahre 2005. Das Lied wurde von Valeris Vater geschrieben und Valeri und Teijo traten bei der Livegala in Kiew auf. Sie erreichten Platz 15.

## Diskografie
- 2008: How Does It Work (Album)
- 2008: TV (Single)